# Flaming Gorge National Recreation Area

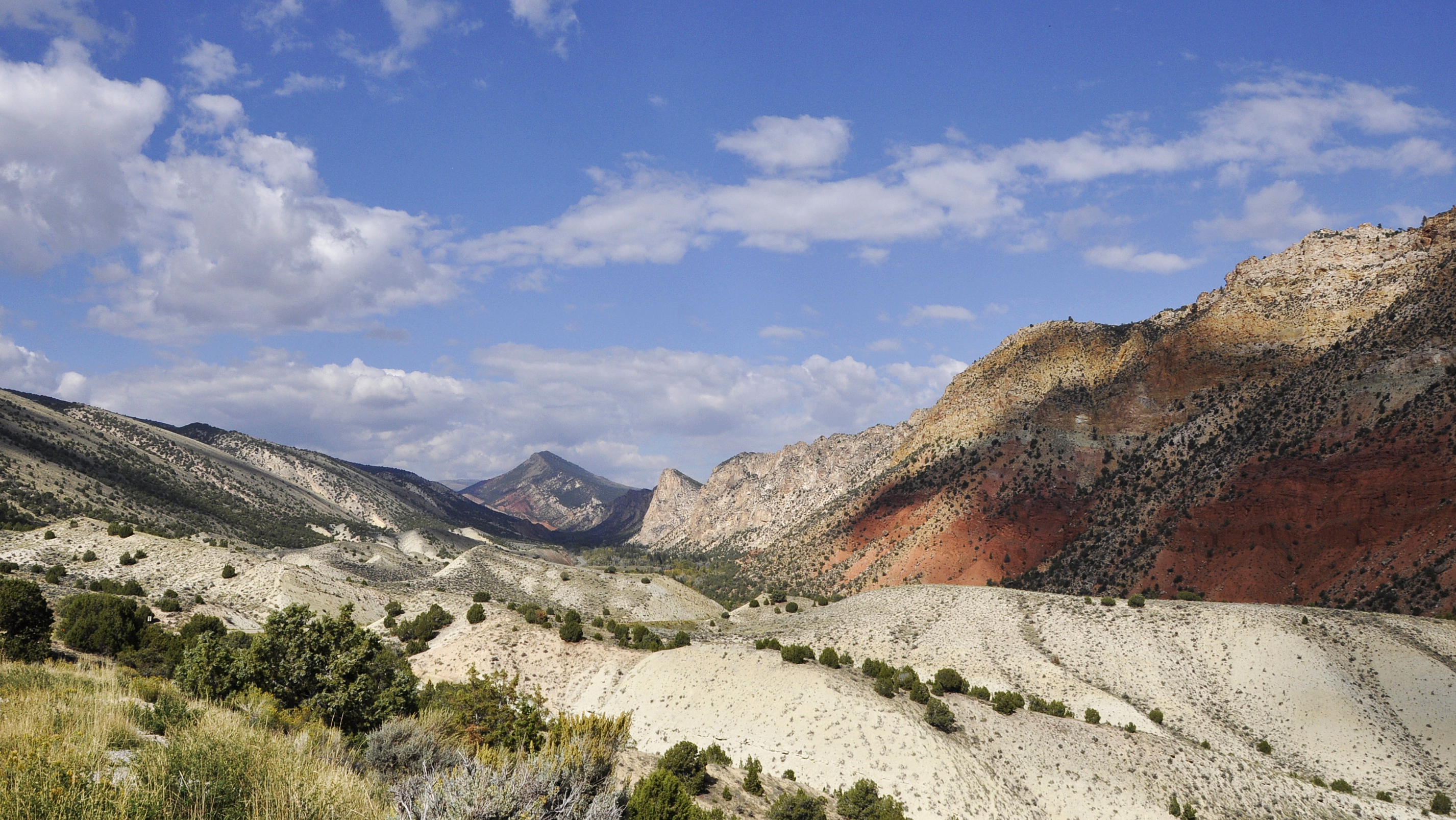
Flaming Gorge National Recreation Area met Jessen Butte op de achtergrond

Het Flaming Gorge National Recreation Area is een gebied rond het Flaming Gorge Reservoir en de Green River. Het ligt voor het grootste deel in het zuidwesten van de staat Wyoming en voor het overige deel in het noordoosten van de staat Utah van de Verenigde Staten.
Deze National Recreation Area ligt ten zuidwesten van Rock Springs, ten noorden van Vernal en ten zuidoosten ligt van de plaats Green River.

## Geologie
Ongeveer 50 miljoen jaar geleden werd dit gebied bedekt door het intussen verdwenen Lake Gosiute. De Green River-formatie die dagzoomt in dit deel van de Verenigde Staten is een geologische formatie uit het Eoceen. De formatie is genoemd naar de Green River, een zijrivier van de Colorado en die zette hier 42 miljoen jaar geleden sedimentatie af in intramontane bekkens rondom de Uinta Mountains. De sedimenten zijn lacustrien of fluviatiel van oorsprong. De formatie is bekend als vindplaats van fossielen, vooral van vissen en planten.
De torens uit zandsteen die in dit gebied oprijzen zijn overblijfsels van een complex systeem van met zand gevulde kanalen in Lake Gosiute.

## Fauna
Zoals vroeger is het Flaming Gorge National Recreation Area een schuilplaats voor veel leven en van enkele bedreigde diersoorten. Onder meer het dwergkonijn en de gele ratelslang komen hier voor. Verder treft men hier hazen aan, gaffelbokken (zie foto), zwarte beren, visarenden, prairiehonden, coyotes, dikhoornschapen, elanden, poema's, wapiti's, geelbuikmarmot, vossen, rode lynxen, muildierherten, dassen, waaierhoenen, bergkatoenstaartkonijnen en rivierotters.

## Recreatie
Allerlei activiteiten zijn mogelijk binnen het Flaming Gorge National Recreation Area. Wandelen, pleziervaart, hengelen, windsurfen, kamperen, langlaufen en sneeuwscooteren zitten allemaal in het aanbod.

## Afbeeldingen

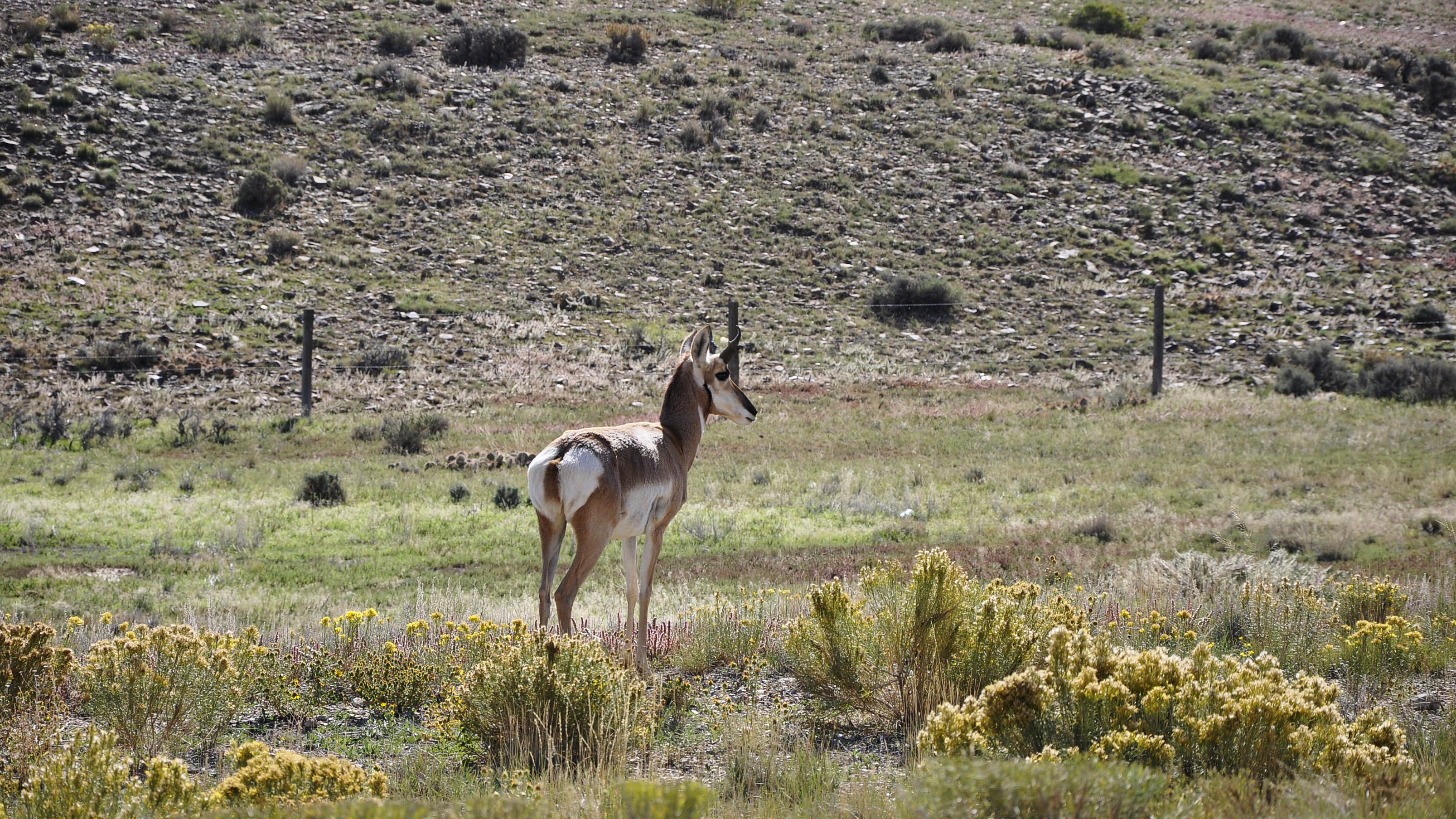
Een gaffelbok in het Flaming Gorge National Recreation Area
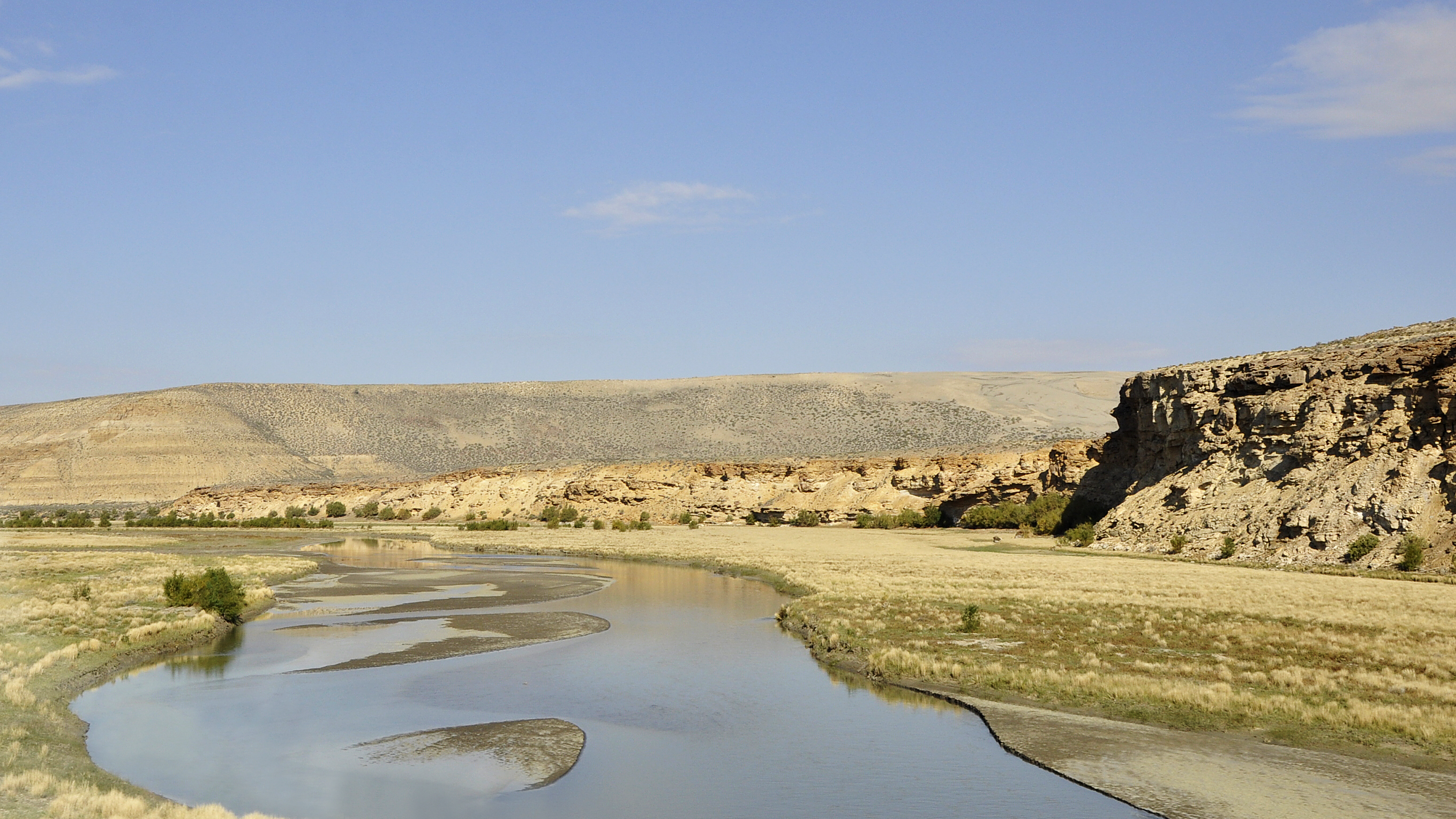
Blacks Fork in het Flaming Gorge National Recreation Area, zijrivier van de Green River
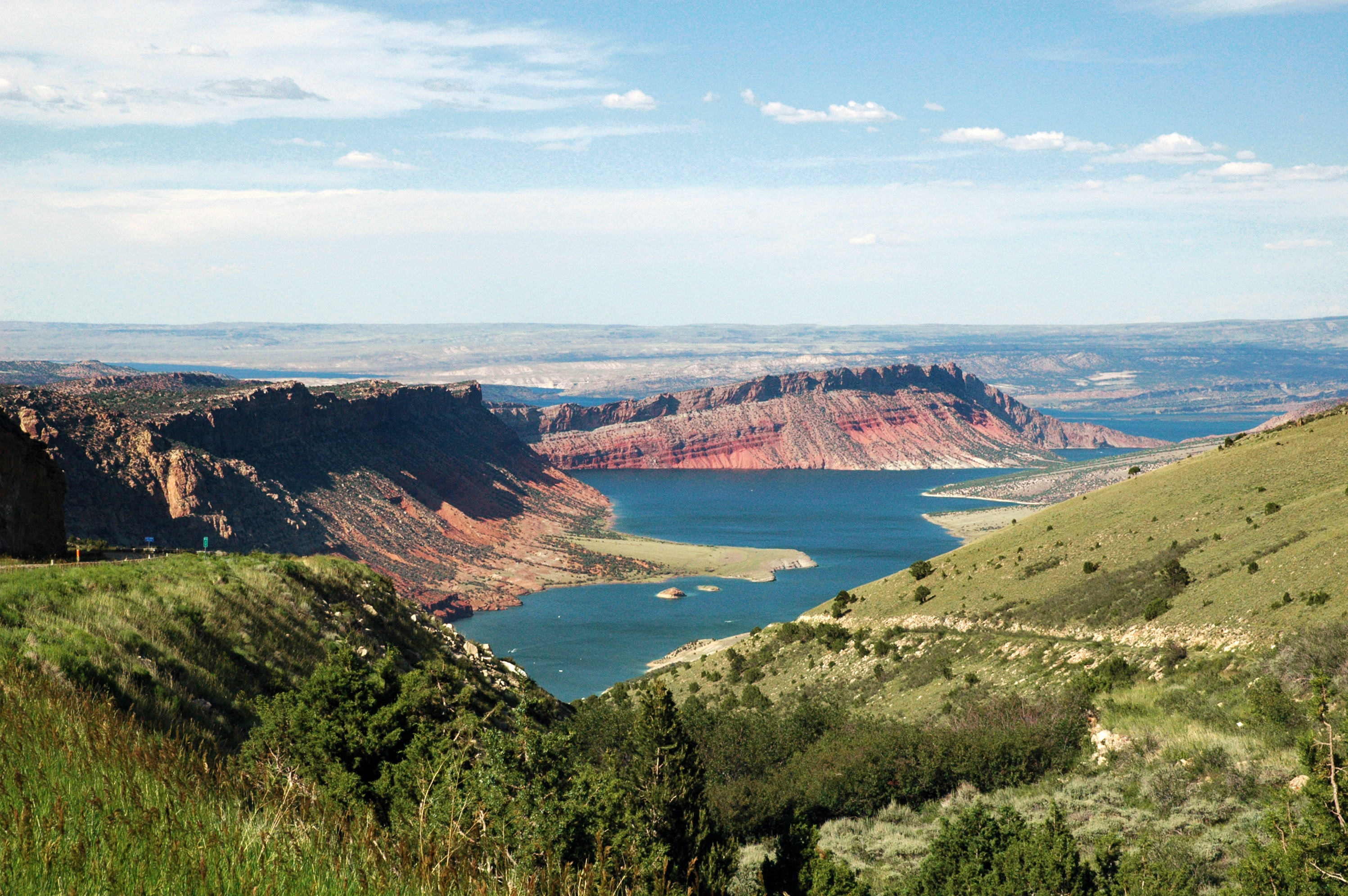
Flaming Gorge Reservoir in Utah, vanaf de Sheep Creek Overlook met de opvallend roodgekleurde zandsteen
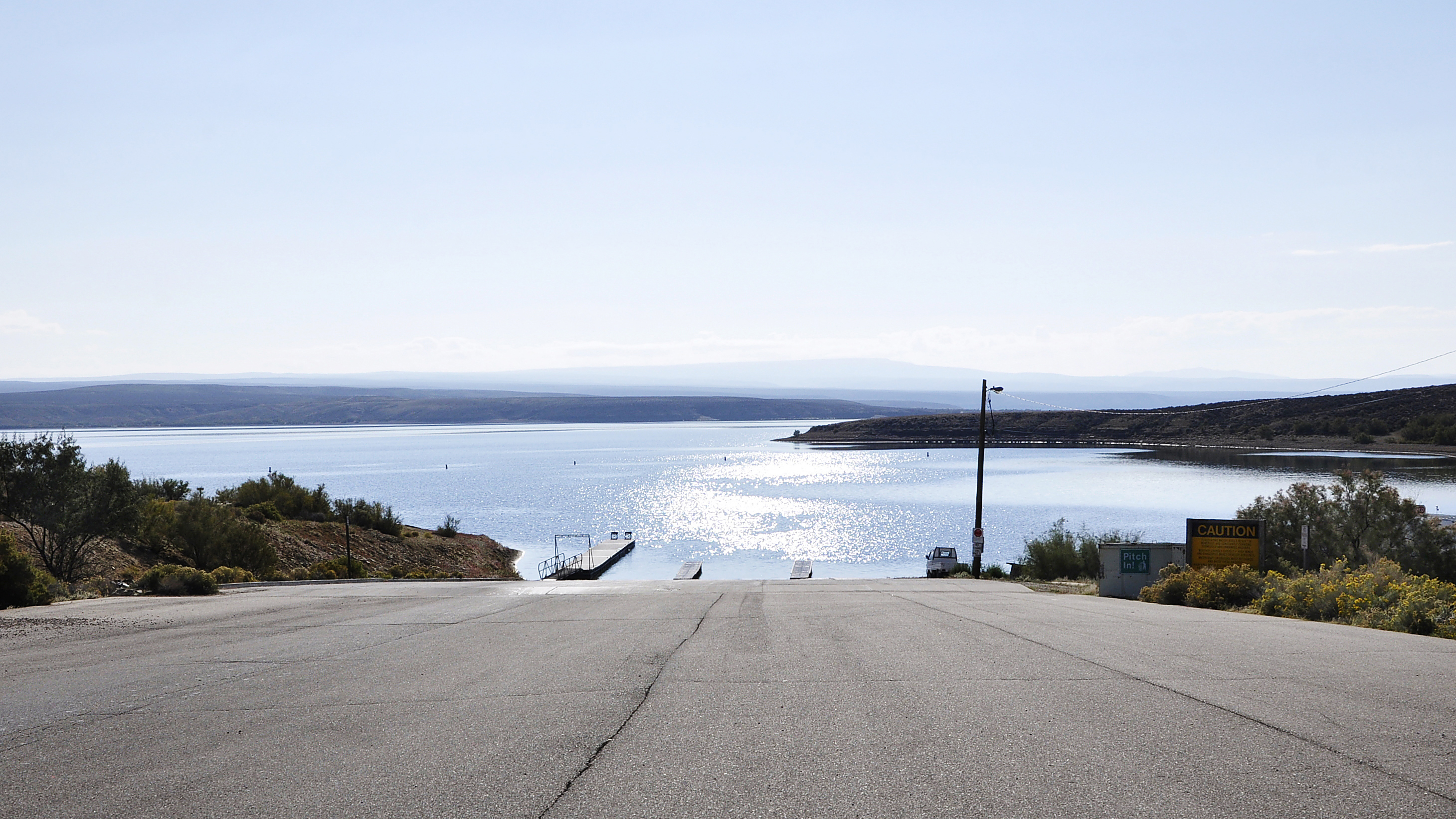
De Buckboard Marina van het Flaming Gorge Reservoir te Wyoming